# Hydrablabes
Hydrablabes – rodzaj węży z podrodziny zaskrońcowatych (Natricinae) w rodzinie połozowatych (Colubridae).

## Zasięg występowania
Rodzaj obejmuje gatunki występujące w Azji na Borneo (Malezja, Brunei, Indonezja). 

## Systematyka

### Etymologia
Hydrablabes: gr. ὑδρο- hudro- „wodny-”, od ὑδωρ hudōr, ὑδατος hudatos „woda”; rodzaj Ablabes A.M.C. Duméril, 1853.

### Podział systematyczny
Do rodzaju należą następujące gatunki:
- Hydrablabes periops (Günther, 1872)
- Hydrablabes praefrontalis (Mocquard, 1890)